# Ohrfeigenhaus

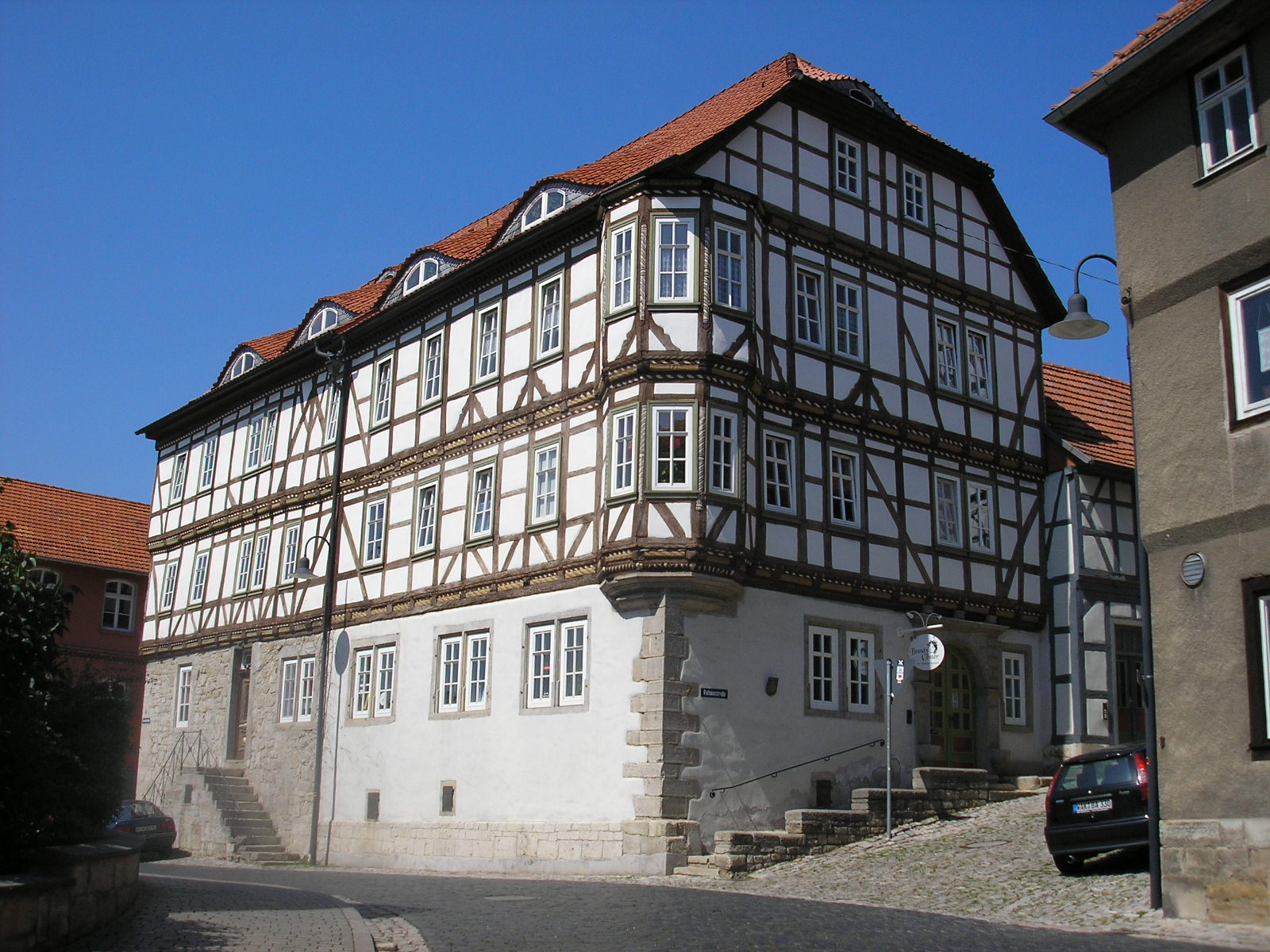
Das „Ohrfeigenhaus“ in Treffurt

Das Ohrfeigenhaus ist ein denkmalgeschütztes Fachwerkhaus in der Stadt Treffurt im Wartburgkreis in Thüringen. 

## Architektur und Geschichte
Das Ohrfeigenhaus ist ein Doppelhaus mit massivem Erdgeschoss und zwei Fachwerkgeschossen, die über reich mit Schnitzereien verzierte Kranzgesimse und einen polygonalen Fachwerkerker verfügen. Es wurde 1608, vermutlich nach einem Entwurf des Baumeisters Johannes Rink, als Wohn- und Amtshaus im Auftrag des hessischen ganerbschaftlichen Amtmann Phillipp Bley errichtet, der seinen Amtssitz im Hessischen Hof hatte.
Bley wurde von seinem Vorgesetzten geohrfeigt, da dieser nicht die Genehmigung für ein solch stattliches Gebäude, sondern nur für ein schlichtes Wohnhaus erteilt hatte. Bley nahm dies zum Anlass, eine Inschrift über dem Portal des Hauses anzubringen, in der er sich über seinen Dienstherrn belustigte:

„PASCERE LIVOR INERS ODIO SATUARE MORS TUA RECTA DEUM FACTA COLEN EINTIS ERUNT“

Die Ereignisse brachten dem Haus den Namen „Ohrfeigenhaus“ ein.